# Thryomanes bewickii
Thryomanes bewickii е вид птица от семейство Troglodytidae, единствен представител на род Thryomanes.

## Разпространение
Видът е разпространен в Канада, Мексико и САЩ.